# شارع الشيخ محمد بن زايد (إ 331)
شارع الشيخ محمد بن زايد (شارع إ ٣١١) هو طريق رئيسي في دولة الإمارات العربية المتحدة. يبدأ في الفلاح الجديدة في أبو ظبي ويمتد شمال شرق باتجاه إمارة رأس الخيمة. أُطلق عليه اسم شارع الشيخ محمد بن زايد منذ يناير 2013  قبل ذلك كان يطلق عليه شارع الإمارات، ولكن هذا الاسم يسمى الآن لـ إ 611، والذي كان سابقًا طريق دبي الالتفافي.
تم تصميمه في الأصل من قبل بلدية دبي لخفض حركة المركبات الثقيلة من منطقة وسط المدينة. ومع ذلك ، نظرًا لضيق الطرق في الشارقة غالبًا ما تُرى ازدحام مروري بالقرب من حدود دبي - الشارقة. في عام 2006 ، أعادت هيئة الطرق والمواصلات تطويره في دبي ، حيث تم إنشاء 6 ممرات على كل جانب.
في منتصف عام 2005 ، تم تمديد الطريق للوصول إلى إمارة رأس الخيمة في أقصى شمال الإمارات، مروراً بإمارات عجمان وأم القيوين والشارقة. هناك أيضًا مشروع لتمديد الشارع عبر رأس الخيمة إلى الحدود الشمالية لدولة الإمارات العربية المتحدة مع عمان (شبه جزيرة مسندم).
في دبي ، يعد شارع الشيخ محمد بن زايد موقعًا مميزا للمشاريع الجديدة حيث يمكن الآن الوصول إلى المنطقة المحيطة به بسهولة. تم اقتراح العديد من المشاريع أو هي في مراحل مختلفة من التطوير على طول الطريق ، بما في ذلك المدينة العالمية، المرابع العربية، دبي لاند، واحة دبي للسيليكون، القرية العالمية، مخرج شارع حصة مدينة دبي الرياضية.
داخل مدينة دبي ، كان شارع الشيخ محمد بن زايد يُعرف بأنه أخطر طريق في الإمارات العربية المتحدة ،  حيث تم تسجيل 19 حالة وفاة فيه خلال الأشهر الستة الأولى من عام 2006. و في عام 2013 تصدر شارع الشيخ محمد بن زايد قائمة أخطر الشوارع بواقع ست حالات. ولكن مع تحسين تصميمات الطرق واستبدال العديد من الدوارات بالتقاطعات والجسور العلوية وكاميرات السرعة وزيادة الممرات ، أصبحت القيادة أكثر أمانًا. و خفضت السرعة القصوى بمقدار عشرة كيلومتر لتصبح 110 كيلومتر. يستخدم هذا الطريق أيضًا للتنقل من منطقة جبل علي في دبي إلى وسط دبي مثل بر دبي وديرة. يقع شارع الشيخ محمد بن زايد شرق دبي بموازاة شارع الشيخ زايد ( إ11 ). يستخدم الناس أيضًا شارع الشيخ محمد بن زايد كبديل لشارع الشيخ زايد الذي يحتوي على بوابات رسوم مرور مفتوحة ، حيث يتم خصم 4 دراهم إماراتية في كل مرة تمر فيها سيارة تحتها.
في 1 يناير 2013، أمر الشيخ محمد بن راشد آل مكتوم، حاكم دبي، بإعادة تسمية الطريق السريع إ311 في دبي من طريق الإمارات إلى شارع الشيخ محمد بن زايد ، تكريماً للشيخ محمد بن زايد آل نهيان ، ولي العهد. أبو ظبي لدوره في دفع عجلة التنمية الشاملة على الصعيد الوطني.
في نوفمبر 2016 ، تم تمديد شارع الشيخ محمد بن زايد من المنطقة الحرة بجبل علي في دبي إلى الفلاح الجديدة في أبو ظبي. تبلغ تكلفة المشروع الإجمالي 2.1 مليار دولار أمريكي ، ويحمل أربعة مسارات في كلا الاتجاهين ، بسعة 8000 مركبة في الساعة. يوفر الامتداد حلا يبعد الإزدحام عن شارع الشيخ زايد (إ 11)، والذي كان سابقًا هو الطريق السريع الوحيد الذي يربط بين الإماراتين.